# Igreja do Sagrado Coração (Gibraltar)
A Igreja do Sagrado Coração (em inglês:  Sacred Heart Church) é uma das oito igrejas católicas em Gibraltar.

## História
A igreja é de desenho gótico, a pedra fundamental foi lançada em 25 de março de 1874, com a participação de Félix María Arrieta y Llano, bispo de Cádis, e João Batista Scandella, vigário apostólico de Gibraltar, embora não tenha sido formalmente abençoado até 15 de julho 1888.